# Apodi
Apodi is een gemeente in de Braziliaanse deelstaat Rio Grande do Norte. De gemeente telt 40.768 inwoners (schatting 2009).
De gemeente grenst aan Governador Dix-Sept Rosado, Felipe Guerra, Caraúbas, Umarizal, Riacho da Cruz, Tabuleiro do Norte, Alto Santo, Potiretama, Itaú en Severiano Melo.

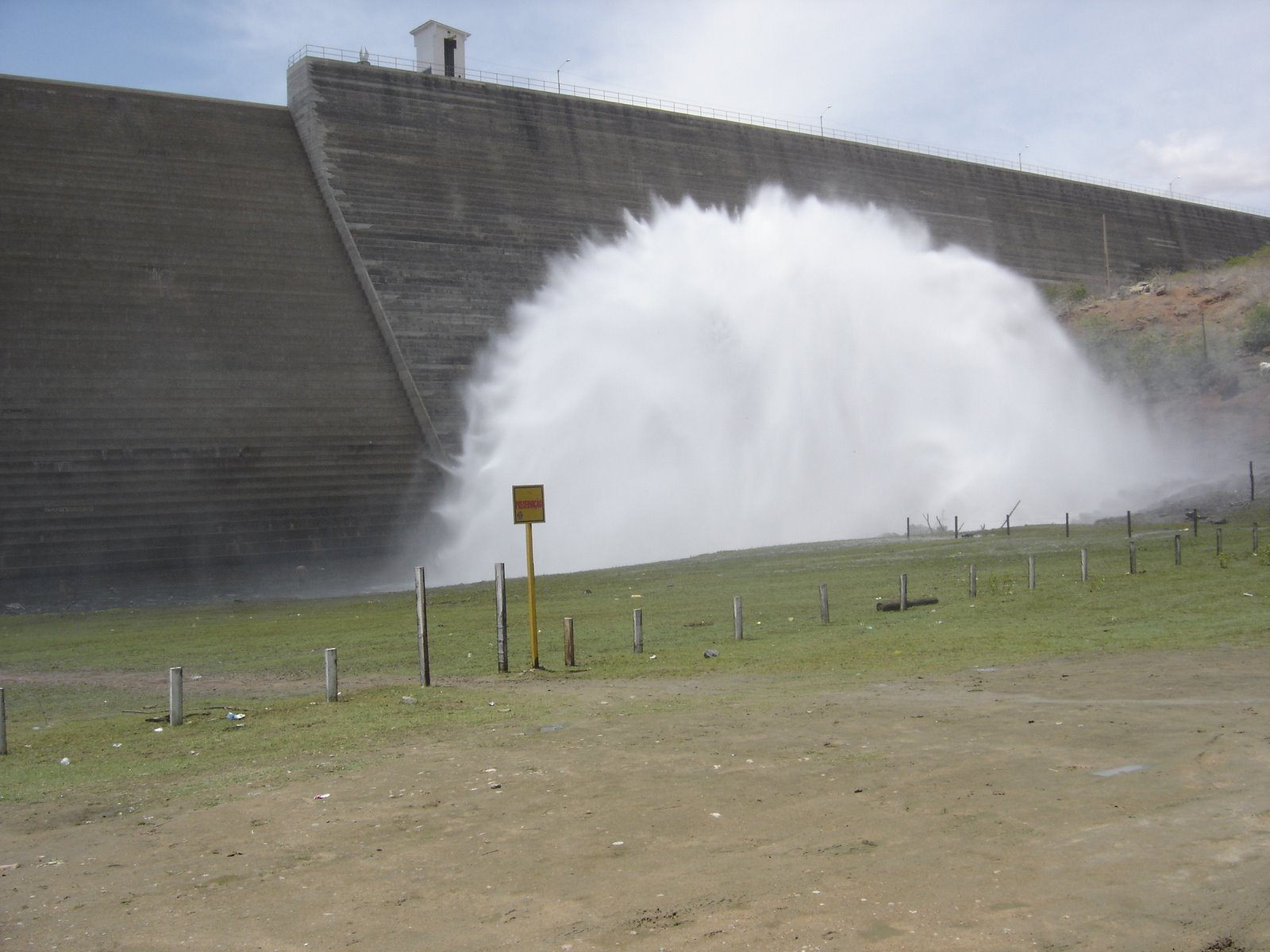
Santa Cruzdam in Apodi